# Schizocosa rovneri
Schizocosa rovneri is een spinnensoort in de taxonomische indeling van de wolfspinnen (Lycosidae).
Het dier behoort tot het geslacht Schizocosa. De wetenschappelijke naam van de soort werd voor het eerst geldig gepubliceerd in 1979 door Uetz & Charles Denton Dondale.